# Reginete Bispo
Reginete Souza Bispo, surnommée Reginete Bispo, née le 23 janvier 1963 à Marau, est une sociologue, fonctionnaire et femme politique brésilienne. Elle est députée fédérale depuis le 1er février 2023. 
Militante du Mouvement noir unifié (pt) depuis 1990 et membre du Parti des travailleurs depuis 1995, elle a travaillé dans l'administration de plusieurs gouverneurs du Rio Grande do Sul, avant d'être investie députée en 2022, remplaçant le ministre à la Communication sociale Paulo Pimenta (pt).

## Biographie

### Études et parcours de fonctionnaire
Reginete Bispo est née le 23 janvier 1963 à Marau. Elle est diplômé en sciences sociales de l'université fédérale du Rio Grande do Sul. 
Après ses études, elle devient directrice du Département du Développement des ressources humaines, dans l'administration du gouverneur de Rio Grande do Sul d'Olívio Dutra (PT). Dans l'administration de Tarso Genro (PT), elle fut conseillère auprès du Conseil de développement économique et social.
Elle fut consul honoraire du Sénégal.

#### Militante des Afro-brésiliens, du PT et députée
Reginete Bispo est militante du Mouvement noir unifié (pt), avec l'objectif de promouvoir politiquement et culturellement les Afro-Brésiliens.
Cinq ans plus tard, en 1995, elle rejoint le Parti des travailleurs. Lors des élections d'octobre 2022, elle est candidate afin d'être élue députée à Rio Grande do Sul. À l'issue de l'élection, elle n'est pas élue, obtenant 19 728 voix. Néanmoins, elle reste en position de potentielle suppléante pour le PT. Lors de la nomination du député Paulo Pimenta (pt) en tant que ministre, elle le remplace et est investie députée.
À la Chambre des députés, elle fut rapporteure du projet de loi qui déclare le 20 novembre comme un jour de fête nationale, pour célébrer la Journée de la Conscience noire. La proposition fut approuvée par le Congrès et attend l'approbation de Lula.